# 日亞化學工業
日亞化學工業株式會社（Nichia Kagaku Kōgyō Kabushiki-gaisha），是一家日本的化學工業公司暨電子零件製造商，一般簡稱為日亞或日亞化。

## 概要
1956年，實業家小川信雄在德島縣阿南市創立了日亞化學工業，創業初期主要生產陰極射線管、螢光燈等相關部品。公司以代表日本的「日」（NICHI）；及代表亞洲、美國、澳洲的「亞」（A）命名，意旨「以日本為中心，與四海的夥伴並肩發展」。

## 企業據點

### 國內
- 本社（德島縣阿南市）
- 工廠
  - A工廠（德島縣阿南市）
  - TN工廠（德島縣阿南市）
  - TS工廠（德島縣阿南市）
  - V工廠（德島縣德島市）
  - N工廠（德島縣鳴門市）
  - K工廠（鹿兒島縣）
- 營業據點
  - 東京
  - 大阪
  - 名古屋
- 技術中心
  - 橫濱技術中心（神奈川縣橫濱市）
  - 諏訪技術中心（長野縣岡谷市）

### 海外
日亞化在中國、德國、印度、韓國、俄羅斯、台灣、美國等14個國家地區設有子公司或代表處。

## 競爭對手
目前在發光二極體製造領域，日亞化的主要競爭對手是首爾半導體、億光電子、晶元光電、歐司朗及科銳。

### 文獻
- 《日亞五十年的歷史》（日语：日亜50年のあゆみ），編著：日亞化學工業株式會社總務部，出版日期：2008年12月。

### 來源
1. ↑  . 日亞化.   [2016-06-24]. （原始内容存档于2020-09-20）.

## 外部連結
- 日亞化學工業的日文 （页面存档备份，存于）、英文 （页面存档备份，存于）及簡體中文 （页面存档备份，存于）官方網站